# Кукуй, Григорий Аронович
Григорий Аронович Кукуй — советский военачальник, капитан-лейтенант, совершивший 11 боевых походов (100 суток) в качестве командира подводной лодки. Командуя подлодкой Щ-212 в 1942 году пропал без вести, подлодка была обнаружена в 1976 году.

## Биография
Родился 25 ноября 1908 года в еврейской семье в слободе Антоновка, с. Малятичи, Могилёвской губернии ныне Могилёвская область, Белоруссия.
С 1928 года — член ВКП(б).
В 1937 году окончил Военно-морское училище им. Фрунзе.
С сентября 1937 года по январь 1939 года — командир БЧ-3 подводной лодки «Щ-202». С января по декабрь 1939 года — помощник командира «Щ-201».
В 1940 году проходил отделение помощников командиров подводных лодок Высших специальных курсов командного состава при Учебном отряде подводного плавания им. Кирова.

### Командир подлодкиА-5
С января по июнь 1941 года — командир «А-5» (в звании старший лейтенант), Черноморский флот, в этом качестве встретил начало Великой Отечественной войны. Совершил девять походов, произвёл одну торпедную атаку, в результате которой тяжело повредил румынское судно «Ардял» (5695 брт). «Ардял» выбросился на мель, и в дальнейшем его удалось отремонтировать и вести в строй. Тем не менее, за удачную атаку Григорий Аронович был награждён орденом Красного Знамени. 25 июля 1942 А-5 была тяжело повреждена в результате подрыва на мине, однако отлично натренированный командиром экипаж смог за несколько суток устранить повреждения и привести корабль домой. Лодка встала на длительный ремонт, а командира перевели на Щ-212. 29 июня 1942 года Григорию Кукую было присвоено звание Капитан-лейтенант.

### Командир подлодкиЩ-212
В октябре 1942 года был назначен командиром подводной лодки Щ-212. Кукуй был полон желания увеличить свой боевой счёт, а его новый экипаж одержать свою первую победу. Третий боевой поход был назначен на 2 декабря. В соответствии с приказом, Щ-212 должна была занять позицию между мысом Олинька и Портицким гирлом Дуная — позиции Ν 44-45, где в 1941 году без вести пропали Щ-208 и Щ-213. Обеспечивал поход капитан 2-го ранга Герман Юльевич Кузьмин, опытный командир-подводник, участник гражданской войны в Испании. Первые сутки похода прошли без происшествий. 11 декабря командир Г. А. Кукуй передал радиограмму на приказ о занятии позиции у Тендровской косы, так как в районе действия подводной лодки планировалась набеговая операция базовых тральщиков Т-406 (Искатель), Т-407 (Мина), Т-408 (Якорь) и Т-412 под обеспечением эсминца 'Сообразительный'.
Больше субмарина на связь не выходила и в базу не вернулась. По плану она должна была покинуть позицию 19 декабря и возвратиться в Батуми 22 декабря, чего не произошло. Долгое время считалось, что Щ-212 была потоплена авиацией противника в районе Синопа. В 1976 году обнаруженный на дне к юго-западу от острова Фидониси в точке с координатами 45°10′09″ с. ш. 30°08′07″ в. д. остов «Щуки» серии X с оторванным носом опознали как Щ-212, так как в том районе других погибших лодок этой серии не было. Лодка признана погибшей на румынском минном заграждении, состоявшем из тяжёлых мин типа EMC.